# Fali Romero
Rafael Romero Serrano, más conocido como Fali (Córdoba, 22 de febrero de 1986) es un futbolista cordobés. Juega de mediocentro o lateral y su actual equipo es el San Fernando CD de la Segunda División B de España.

## Trayectoria
Formado en las categorías inferiores del Córdoba CF, la temporada 2004-05, con 19 años, debutó con el primer equipo, que por entonces militaba en la Segunda División de España. Continuó en el club a pesar del descenso de categoría al término de la temporada, aunque apenas gozó de oportunidades para jugar. Tras no superar una prueba en el CD Villanueva, acabó recalando en el Barcelona C durante el mercado de invierno de la temporada 2006/07.  Tras la desaparición del segundo filial azulgrana al finalizar esa campaña, la temporada 2007/08 subió al FC Barcelona B, con el que se proclamó campeón de Tercera División.
A pesar de no ser titular asiduo en el equipo dirigido por Frank Rijkaard, esa misma temporada tuvo la oportunidad de debutar con el primer equipo del FC Barcelona en Primera División. Fue el 17 de mayo de 2008, coincidiendo con la última jornada de liga ante el Real Murcia. Fali saltó al campo en el minuto 70 para sustituir Lilian Thuram en el lateral derecho.
A pesar de ello, su contrato no fue renovado al finalizar la temporada. Tras rechazar una oferta del Toulouse FC francés, fichó por el Terrassa FC de la Segunda División B.
En el verano del 2009 fichó por el Écija Balompié de la Segunda División B.

## Selección nacional
También ha sido internacional en las categorías inferiores de la selección de Andalucía, con la que se proclamó campeón de España juvenil.